# コロンバス (ジョージア州)
コロンバス（Columbus）は、アメリカ合衆国ジョージア州西部に位置する都市。州都アトランタの南西約160kmに位置する。人口は206,922人（2020年国勢調査）で、アトランタに次ぐ州第2の都市である。1970年にマスコギー郡と市郡合併し、郡の全域がコロンバスの市域となった。都市圏はこのマスコギー郡を中心に7郡にまたがり、その人口は328,883人（2020年国勢調査）を数える。この都市圏にアラバマ州東部、オーバーン大学の大学町オーバーンを含む広域都市圏は503,124人（2020年国勢調査）の人口を抱えている。
オハイオ州にもコロンバスがあり、人口規模はこちらの方が大きい。
コロンバスはピードモント台地東縁に連なる滝線都市の1つである。コロンバスでは19世紀中盤から、チャタフーチ川がピードモント台地から大西洋岸平野へと流れ落ちる滝の水力を利用した綿織物産業が発展し、「南部のローウェル」と呼ばれた。
コロンバスにはアフラック生命保険（Aflac）が総本社を置いている。また、南郊のチャッタフーチ郡内には、陸軍の第75レンジャー連隊が本部を置くフォート・ベニング基地が立地しており、コロンバス都市圏で最大の雇用主となっている。

## 歴史

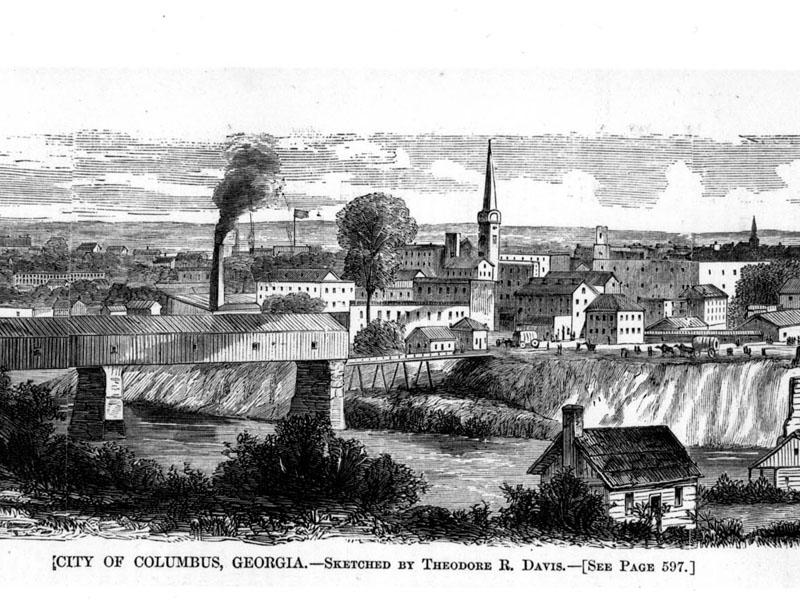
コロンバス中心部（1880年頃）

1828年、ジョージア州議会はチャタフーチ川の滝線のこの地に都市の創設を議決した。コロンバスという市名は、ワシントン・アーヴィングによるクリストファー・コロンブスを題材とした小説に影響を受けた入植者が、コロンブスから名を取ってつけたものと考えられている。創設されたコロンバスの町は南北に13ブロック、東西にはわずか9ブロックの広さであった。それまでこの一帯、特にチャタフーチ川対岸のアラバマ州側に住み着いていたアメリカ先住民のクリーク族は、1836年に完全にこの地から追い出された。
コロンバスはその初期から、綿織物産業の中心地として発展していった。クリーク族が去った後の土地は綿花のプランテーションとして開拓され、チャタフーチ川の滝の水力は紡績業を発展させた。そして、できあがった製品は船積みされてチャタフーチ川をメキシコ湾へと下り、大西洋を渡ってリヴァプールへと運ばれた。コロンバスには工場労働者が集まり、河畔には資本家の豪邸が並んだ。
1861年に南北戦争が開戦すると、コロンバスの綿織物産業は軍需でさらに拡大した。加えて、コロンバスにはアメリカ連合国海軍の鉄工所や造船所も建てられた。しかしその一方で、工場労働者は南軍の兵士として戦場に送られていった。北軍がアトランタ方面作戦を展開していた最中には、コロンバス市内の店舗、酒場、教会、そして地方裁判所までもが野戦病院となった。ロバート・E・リーの降伏から1週間経った1865年4月16日、ジェームズ・H・ウィルソン率いる北軍はリーの降伏を知らずにコロンバスに攻め入り、市内の工場を焼き払った。
南北戦争が終わるとすぐにレコンストラクションが始まり、コロンバスの綿織物産業は復活を遂げた。1870年代には、コロンバスの綿織物産業は339%もの成長率を記録した。その中でもウィリアム・H・ヤングのイーグル・アンド・フェニックス・カンパニーは目覚ましい成功を収めた。また、1867年には公立学校ができ、1871年にスプリンガー・オペラハウスが開館するなど、地域経済の復活に伴って、教育や文化も充実していった。しかしその一方で、非繊維系の小企業はどれも成功しなかった。また、1866年には北軍の黒人とクー・クラックス・クランが市内で衝突するなど、人種をめぐる問題は未解決のままであった。
20世紀に入る頃、進歩的な市長であったL・H・チャペルはダウンタウンの街路の舗装、街路樹の植樹、上下水道の整備、鉄橋の設置といった政策を次々と推し進め、近代的な街の基礎を造り上げた。1920年代には食品産業も興り、地域経済が多様化した。1929年の世界恐慌で、これまで市を支えてきた綿織物産業は大打撃を受けたが、1940年代に入ると、コロンバスや対岸のフェニックスシティにはフォート・ベニングの兵士を相手にしたバーやカジノ、売春宿が建ち並ぶ赤線地区が形成されて再びにぎわいを見せ、Sin City USA（アメリカ合衆国の罪の街）と呼ばれた。この赤線地区は1950年代中盤まで存続した。
1950年代中盤以降、コロンバスではアフラック生命保険が創業し、コロンバス・カレッジ（現コロンバス州立大学）が創立するなど、それまでの綿織物を中心とした工業都市から変貌していった。1970年5月、住民投票で圧倒的多数の賛成を得てコロンバス市政府とマスコギー郡政府が統合され、ジョージア州の都市としては初めて市郡合併が実現した。

## 地理

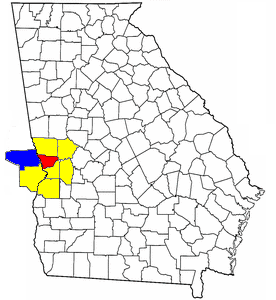
コロンバス・オーバーン・オーペライカ広域都市圏
マスコギー郡（コロンバス市）
コロンバス都市圏に含まれる周辺各郡
オーバーン・オーペライカ都市圏

コロンバスは北緯32度29分32秒 西経84度56分25秒 / 北緯32.49222度 西経84.94028度に位置している。アトランタからは南西へ約160kmに位置する。市の西にはアラバマ州との州境になっているチャタフーチ川が流れている。チャタフーチ川の対岸、アラバマ州側にはフェニックスシティの市域が広がっている。
アメリカ合衆国国勢調査局によると、コロンバス市は総面積572.4km2（221.0mi2）である。そのうち560.3km2（216.3mi2）が陸地で12.2km2（4.7mi2）が水域である。総面積の2.14%が水域となっている。1970年の市郡合併により、マスコギー郡の全域がコロンバス市域となっている。コロンバスの都市圏はマスコギー郡を中心に7郡から成り、アラバマ州にもまたがっている。広域都市圏はこの都市圏に、オーバーン・オーペライカ都市圏（アラバマ州リー郡）を加えた8郡から成っている。
コロンバスは州北東部のオーガスタや中央部のメーコンと同様、アパラチア山脈の東麓に広がるピードモント台地東縁に連なる滝線都市の1つである。そのため、ピードモント台地にかかる市北部が起伏に富む丘陵地帯であるのに対し、大西洋岸平野にかかる市南部は平坦である。市中心部の標高は74mである。

### 気候
コロンバスの気候は蒸し暑い夏と温暖で過ごしやすい冬に特徴付けられる。最も暑い7月の平均気温は28℃、最高気温の平均は33℃で、日中はほとんどの日が30℃を超える。最も寒い1月の平均気温は8℃、最低気温の平均は2℃で、最低気温が氷点下に下がることが時々ある程度である。降水量は初春と夏にやや多く秋にやや少ないものの、1年を通じてほぼ平均しており、月間降水量は90-120mm程度である。年間降水量は約1,280mmである。冬季の降雪は極めて稀である。ケッペンの気候区分では、コロンバスはアメリカ合衆国東海岸や南部に広く分布している温暖湿潤気候（Cfa）に属する。
|               | 1月   | 2月   | 3月   | 4月   | 5月   | 6月  | 7月   | 8月   | 9月  | 10月 | 11月 | 12月  | 年      |
| ------------- | ----- | ----- | ----- | ----- | ----- | ---- | ----- | ----- | ---- | ---- | ---- | ----- | ------- |
| 平均気温（℃） | 8.3   | 10.0  | 13.9  | 18.3  | 22.2  | 26.1 | 27.8  | 27.2  | 24.4 | 18.9 | 13.3 | 9.4   | 18.3    |
| 降水量（mm）  | 109.2 | 119.4 | 147.3 | 106.7 | 101.6 | 96.5 | 144.8 | 101.6 | 81.3 | 58.4 | 91.4 | 119.4 | 1,277.6 |

### 都市概観

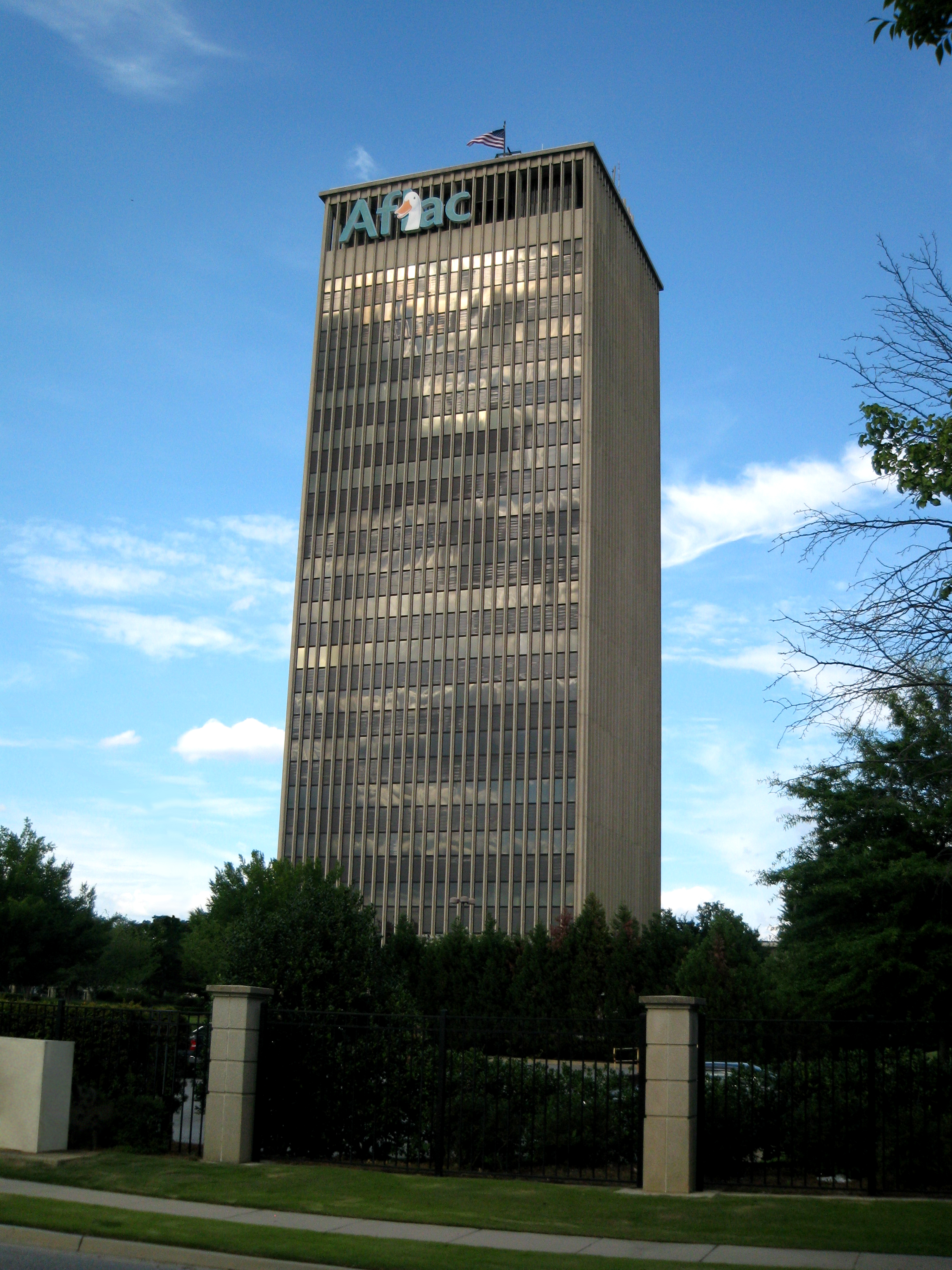
Aflac本社ビル

コロンバスのダウンタウンはチャタフーチ川の東岸に開けている。アメリカ合衆国内の他都市同様、ダウンタウンは業務・商業中心地であるが、コロンバスは20万人近い人口を抱えている割には市内に高層建築物が少なく、ダウンタウンに建ち並んでいる建築物も中層以下のものが多い。コロンバスで最も高い建築物はダウンタウンの東約4km、ミッドタウンと呼ばれる住宅街の中に建つ19階建て、高さ75mのAflac本社ビルである。
コロンバスの街路はダウンタウンでは整然と区画されているが、ダウンタウンを外れると入り組んでいる。ダウンタウンではベテランズ・パークウェイ（国道27号線）やブロードウェイ、ビクトリー・ドライブ（国道280号線）といった一部例外はあるものの、概ね数字のついた通りが多く、東西に通る通りがストリート、南北に通る通りがアベニューとなっている。東西に通る数字のついた通りは北に行くほど数字が大きくなり、ダウンタウンの目抜き通りであるブロードウェイを境に西側、チャタフーチ河岸までの1-2ブロック分にのみW（西）とついている。一方、南北に通る数字のついた通りはすべてブロードウェイよりも東側に通っており、特定の通りを基準にしてのN（北）とS（南）の区別はなく、ブロードウェイから離れるに従って数字が大きくなる。
チャタフーチ川の河岸は、ダウンタウンを中心に南北24kmにわたって、チャタフーチ・リバーウォークという遊歩道として整備されている。

## 政治

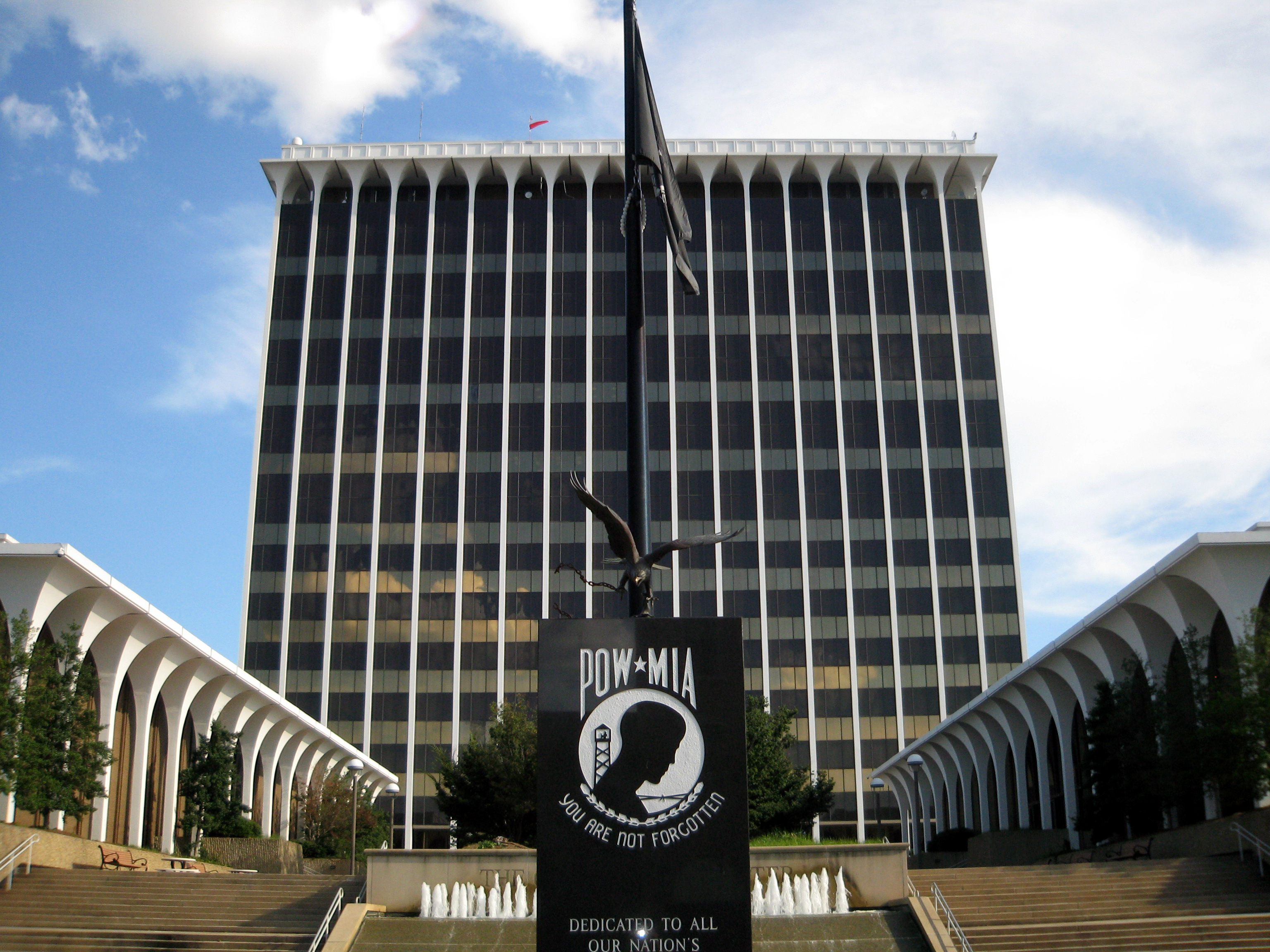
コロンバス市郡統合政府庁舎

コロンバスはシティー・マネージャー制を採っている。シティー・マネージャーは市郡統合政府の行政実務の最高責任者であり、市郡統合政府全職員の業務の計画、指揮、および監視に責任を負う。シティー・マネージャーは市郡統合政府の採択した政策を実行・管理し、市郡統合政府各局の役割を管理・統制し、市の条例や規定が適切に施行されていることを保証し、市郡統合政府の立法機関である市議会の管理も行う。また、シティー・マネージャーは市の条例や規定、市郡統合政府の政策や活動に対する市民の理解を深めるよう教育すると共に、市民の要求を吸い上げ、応えていくにあたっても重要な役割を果たす。
一方、市長は市郡統合政府の最高責任者として、市長室、シティー・マネージャー室、および市郡統合政府各局長を統括する。市長は市郡統合政府の報道官や市議会の議長を務めると共に、公共安全局の局長も兼ねる。
市議会は10人の議員から成っている。10人の市議員のうち8人は市を8つに分けた小選挙区から1人ずつ選出され、残りの2名は全市から選出される。市議員選挙は毎偶数年に行われ、小選挙区、全市区とも半数が改選される。また、市長は市議員とは別に全市から選出される。市長、市議員とも、その任期は4年である。

## 交通
コロンバスの玄関口となる商業空港は、ダウンタウンの北東約5.5kmに立地するコロンバス空港（IATA: CSG）である。しかし、コロンバスの都市規模の割に空港の規模は小さく、定期旅客便はデルタ航空（デルタ・コネクション）によるアトランタ国際空港からの便が1日4便（土曜日は3便）就航しているのみである。アトランタ国際空港はコロンバスのダウンタウンからは北北東へ約160km、車で約1時間40分である。
コロンバスには州間高速道路85号線の支線であるI-185が通じている。I-185は約70km北、ラグランジの北東でI-85本線に合流し、アトランタやシャーロット方面へと通じている。また、国道80号線はコロンバスでは一部高速道路規格となっており、ダウンタウンの北を通るバイパスの役割を果たしている。同様に高速道路規格となっている国道27号線は、コロンバスの中心部と北東郊とを結ぶ放射線となっている。
ダウンタウンにはグレイハウンドのバスターミナルがあり、アトランタとモントゴメリーを結ぶバスや、バーミングハムからのアラバマローカルのバスが発着する。
市内の公共交通機関は、コロンバス市郡統合政府の運営するMETRA交通システムの路線バスによってまかなわれている。このシステムはダウンタウンから放射状に延びる9系統のバス路線を有している。

## 教育

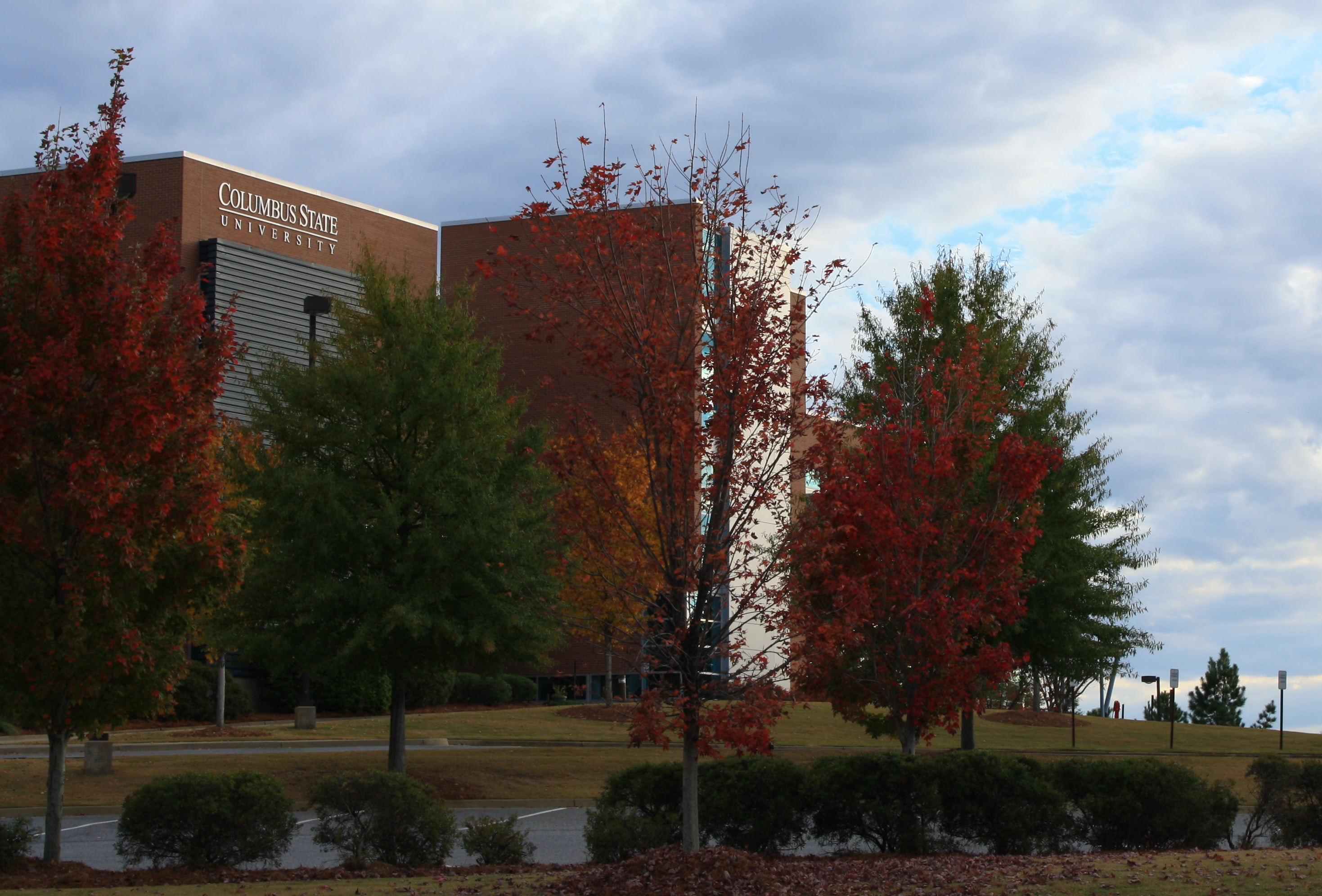
コロンバス州立大学

コロンバス州立大学はコロンバス空港の南にメインキャンパスを、またダウンタウンのチャッタフーチ河岸に芸術学部のリバーパークキャンパスをそれぞれ構えている。同学は1958年に2年制の公立短期大学として創立し、1965年に4年制大学に移行し、その後大学院も創設された。同学はジョージア大学システムに属しており、文理学、経営学、計算機科学、教育学、芸術学、音楽学、看護学の7学部を有し、学部生・大学院生あわせて8,000人以上の学生を抱えている。同学はUSニューズ&ワールド・レポートの大学ランキングでは、南部の「地方区の大学」の中で100位以内に入る評価を受けている。
コロンバスにおけるK-12課程はマスコギー郡学区の管轄下にある公立学校によって主に支えられている。同学区は小学校（就学前教育・幼稚園・1-5年生）34校、中学校（6-8年生）12校、高校（9-12年生）9校、オルタナティブ教育校その他4校を有し、約32,000人の児童・生徒を抱えている。

## 文化

### 文化施設

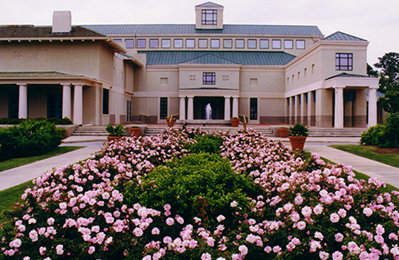
コロンバス美術館

コロンバス美術館はダウンタウンの東約3km、ミッドタウンに立地している。この地中海リバイバル建築様式の美術館は、もともとは地元実業家W・C・ブラッドレーの邸宅であったが、ブラッドレーの死後に遺族によって市に寄付され、1953年に美術館として開館したものである。同館は芸術作品と歴史的事物の両方を展示している。同館が収蔵する芸術作品はアメリカ芸術のものが中心となっており、植民地時代から現代に至るまでの絵画、フランスの影響を受けた19世紀初頭の家具、20世紀の木彫など、多岐にわたっている。また歴史的事物に関しては、先住民、ヨーロッパ人の入植、コロンバスの創設、奴隷制、南北戦争、綿織物産業の発展、フォート・ベニング基地と、先史時代から現代に至るまでのこの地域の事物を収蔵し、展示している。また、もともとはブラッドレー邸の庭園であった、フレデリック・ロー・オルムステッドの設計による同館の庭園、ブラッドレー・オルムステッド庭園も一般に公開されている。
ダウンタウンの南東、チャタフーチ河岸に立地する国立南北戦争海軍博物館は南北両軍の軍艦や国旗・軍旗、武器、軍服といった事物を展示している。また、フォート・ベニング基地のすぐ北に立地する国立歩兵博物館は、独立戦争からアフガニスタンに至るまでのアメリカ合衆国陸軍の歩兵隊の歴史に関する事物を展示している。
コロンバス州立大学のリバーパークキャンパスから南へ2ブロック、ダウンタウンのチャタフーチ河岸には、同学のコカ・コーラ宇宙科学センターが立地している。同館は宇宙科学、物理学、および天文学に特化した博物館で、プラネタリウムや天文台も併設している。

### 舞台芸術
ダウンタウンのブロードウェイ沿い、コロンバス州立大学のキャンパス内に立地するリバーセンター・フォー・ザ・パフォーミング・アーツは、それぞれ用途の異なる3つのホールを有する総合演技芸術施設である。2,000席を有するビル・ハード劇場はコロンバス交響楽団の本拠地であり、同楽団の公演をはじめとしたクラシックのコンサートや、ブロードウェイのミュージカルの公演に主に使われる。430席のレガシー・ホールは音響に特に配慮し、またオルガンを備えており、オルガンの独奏の公演などに使われている。150席のスタジオ・シアターはリハーサル用に使われるほか、コロンバス州立大学の音楽専攻の公演にも使われている。また、コロンバス州立大学はこのセンター内に教室やスタジオ、リハーサル室、練習室も置いている。
リバーセンター・フォー・ザ・パフォーミング・アーツの北東1ブロック、10thストリートと1stアベニューの北東角には、スプリンガー・オペラハウスが立地している。この劇場は1871年に建てられ、ウィル・ロジャースやアグネス・デ＝ミルらもこの舞台に立った。この劇場は1964年に一旦取り壊しが決まったものの、市民グループが募金を集めて改装し、取り壊しを免れた後、1970年に国家歴史登録財に、また1978年には国定歴史建造物に指定された。

### スポーツ

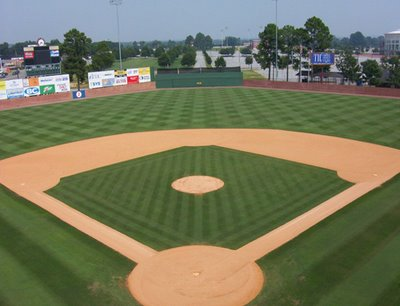
ゴールデン・パーク

ダウンタウン南部、チャタフーチ河岸に立地するゴールデン・パークは、1926年に建てられた市最古の野球場で、1964-66年にニューヨーク・ヤンキース傘下のAA級チーム、コロンバス・コンフェデレート・ヤンキースが本拠地にしたのを皮切りに、いくつかのマイナーリーグのチームが本拠地にしてきた。また、1996年アトランタオリンピックの際には、ソフトボール競技がこのゴールデン・パークで行われた。

## 人口動態

### 都市圏人口
コロンバスの都市圏、および広域都市圏を形成する各郡の人口は以下の通りである（2020年国勢調査）。
コロンバス都市圏
| 郡             | 州           | 人口      |
| -------------- | ------------ | --------- |
| マスコギー郡   | ジョージア州 | 206,922人 |
| ラッセル郡     | アラバマ州   | 59,183人  |
| ハリス郡       | ジョージア州 | 34,668人  |
| チャタフーチ郡 | ジョージア州 | 9,565人   |
| マリオン郡     | ジョージア州 | 7,498人   |
| タルボット郡   | ジョージア州 | 5,733人   |
| スチュアート郡 | ジョージア州 | 5,314人   |
| 合計           | 合計         | 328,883人 |

コロンバス・オーバーン・オーペライカ広域都市圏
| 都市圏/小都市圏                | 郡               | 州               | 人口      |
| ------------------------------ | ---------------- | ---------------- | --------- |
| コロンバス都市圏               | コロンバス都市圏 | コロンバス都市圏 | 328,883人 |
| オーバーン・オーペライカ都市圏 | リー郡           | アラバマ州       | 174,241人 |
| 合計                           | 合計             | 合計             | 503,124人 |

### 市域人口推移
以下にコロンバス市における1840年から2020年までの人口推移を表およびグラフでそれぞれ示す。
| 統計年 | 人口      |
| ------ | --------- |
| 1840年 | 3,114人   |
| 1850年 | 5,942人   |
| 1860年 | 9,621人   |
| 1870年 | 7,401人   |
| 1880年 | 10,123人  |
| 1890年 | 17,303人  |
| 1900年 | 17,614人  |
| 1910年 | 20,554人  |
| 1920年 | 31,125人  |
| 1930年 | 43,131人  |
| 1940年 | 53,280人  |
| 1950年 | 79,611人  |
| 1960年 | 116,779人 |
| 1970年 | 155,028人 |
| 1980年 | 169,441人 |
| 1990年 | 178,681人 |
| 2000年 | 186,291人 |
| 2010年 | 189,885人 |
| 2020年 | 206,922人 |

## 姉妹都市
コロンバスは以下4都市と姉妹都市提携を結んでいる。
- 桐生市（日本・群馬県）
- ズグディディ（ジョージア）
- 台中市（中華民国）
- ビストリツァ（ルーマニア）